# Liste von griechisch-orthodoxen Klöstern
Die Liste von griechisch-orthodoxen Klöstern enthält bestehende Klöster in Griechenland, Zypern, sowie in den orthodoxen Patriarchaten von Konstantinopel, Alexandrien, Antiochien und Jerusalem.
Ehemalige Klöster werden gesondert aufgeführt.
Klöster von anderen orthodoxen Kirchen sind nicht aufgeführt.

## Griechenland

### Mönchsrepublik Athos
- Kloster Chilandar (Μονή Χιλανδαρίου, auch Kloster Hilandar)
- Kloster Agiou Dionysiou (Μονή Αγίου Διονυσίου)
- Kloster Dochiariou (Μονή Δοχειαρίου, auch Kloster Docheiariou)
- Kloster Esfigmenou (Μονή Εσφιγμένου, auch Kloster Esphigmenou)
- Kloster Filotheou (Μονή Φιλοθέου, auch Kloster Philotheou)
- Kloster Osiou Grigoriou (Μονή Οσίου Γρηγορίου, auch Kloster Osiou Gregoriou)
- Kloster Iviron (Μονή Ιβήρων, auch Kloster Ebiron)
- Kloster Karakallou (Μονή Καρακάλλου, auch Kloster Karakalou)
- Kloster Konstamonitou (Μονή Κωνσταμονίτου)
- Kloster Koutloumousiou (Μονή Κουτλουμουσίου)
- Kloster Pantokratoros (Μονή Παντοκράτορος)
- Kloster Agiou Pavlou (Μονή Αγίου Παύλου)
- Kloster Simonos Petras (Μονή Σίμωνος Πέτρας)
- Kloster Stavronikita (Μονή Σταυρονικήτα, auch Kloster Stavroniketa)
- Kloster Vatopedi (Μονή Βατοπεδίου)
- Kloster Xenofontos (Μονή Ξενοφώντος, auch Kloster Xenophontos)
- Kloster Xiropotamou (Μονή Ξηροποτάμου, auch Kloster Xeropotamou)
- Kloster Zografou (Μονή Ζωγράφου, auch Kloster Zographou)

### Arkadien
- Kloster Elona, Frauenkloster

### Kreta
- Kloster Agios Georgios Selinari
- Kloster Preveli
- Kloster Toplou

### Peloponnes
- Kloster Pantanassa in Mystras

### Thessalien
- Klöster Meteora (6 Klöster)

### Zentralmakedonien
- Kloster Vlatades, Thessaloniki (zu Ökumenischem Patriarchat von Konstantinopel)
- Nikodimou Kloster(im Paiko Gebirge geleitet von Agion Oros)
- Agiou Rafail Kloster(im Paiko Gebirge)

## Ägypten
- Katharinenkloster auf der Sinaihalbinsel

## Libanon
- Kloster Balamand

## Österreich
- Kloster Maria Schutz, Sankt Andrä

## Palästina
- Kloster Mar Elias im Westjordanland

## Zypern
- Kloster Kykkos, mächtigstes Kloster Zyperns
- Panagidia-Galaktotrofousa-Kloster
- Trooditissa-Kloster

## Ehemalige Klöster

### Griechenland
Attika
- Kloster Kesariani (bis 1821)

Kreta
- Kloster Arkadi (14. Jahrhundert bis 1866), Nationaldenkmal

Peloponnes
- Peribleptos-Kloster in Mystras

### Türkei
Konstantinopel
- Studionkloster

Bursa
- Medikion-Kloster
- Pelekete-Kloster

Trapezounta(Trabzon)
- Panajia Sumela - Kloster

### Zypern
- Kloster Apostolos Andreas, bis 1974